# Опуноху
Опуноху — небольшой залив на острове Муреа, Французская Полинезия. Для Опуноху характерны сильные течения и подъём глубинных вод на поверхность.

## Описание

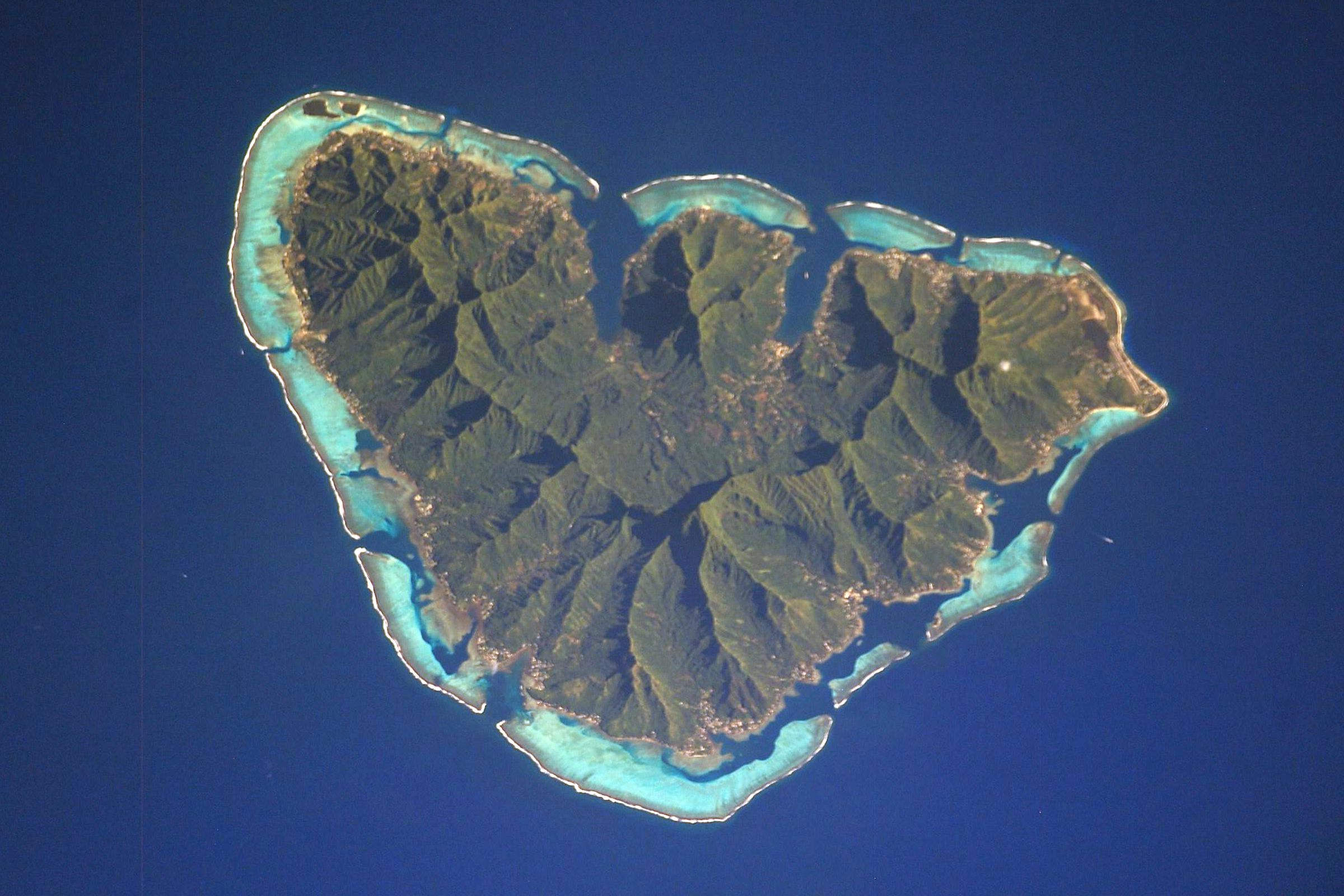
Спутниковый снимок острова Муреа. Опуноху — слева из двух заливов на севере.

Залив Опуноху узкий, длиной 3 км. В устье глубина достигает 80 м. Ветры, дующие в направлении острова, вызывают сильные течения, достигающие глубины 20 м.
На берегах Опуноху расположено несколько населённых пунктов, крупнейший из них — деревня Папетоаи. Поселения соединены автомобильной дорогой, идущей вдоль берега залива. К югу от залива находится гора Тохиве — высочайшая вершина острова.
В водах залива расположена ферма, где разводят креветок.
На берегу залива расположены исследовательские объекты Центра островных исследований и наблюдения за окружающей средой.